# Stadtkirche (evangelisch)
Stadtkirche ist der im Zuge der Reformation entstandene Status bestimmter protestantischer Kirchen, die eine besondere Eigenständigkeit einer Stadt in politischer wie religiöser Hinsicht repräsentieren.
In manchen Fällen ist Evangelische Stadtkirche jedoch nur ein Name, der keine besondere politische oder kirchenrechtliche Position beschreibt.

## Deutschland

### Baden-Württemberg
- Stadtkirche Aalen
- Evangelische Stadtkirche (Altensteig)
- Evangelische Stadtkirche Baden-Baden
- Evangelische Stadtkirche Bad Wildbad
- Stadtkirche (Bad Wimpfen)
- Evangelische Stadtkirche Besigheim
- Stadtkirche St. Blasius (Bopfingen)
- Stadtkirche St. Jakobus (Brackenheim)
- Stadtkirche Calw
- Evangelische Stadtkirche Ellwangen
- Evangelische Stadtkirche Emmendingen
- Evangelische Stadtkirche (Eppingen)
- Stadtkirche St. Dionys (Esslingen am Neckar)
- Stadtkirche Freudenstadt
- Evangelische Stadtkirche Geislingen
- Evangelische Stadtkirche (Giengen)
- Stadtkirche Göppingen
- Evangelische Stadtkirche Karlsruhe
- Stadtkirche Karlsruhe-Durlach
- Evangelische Stadtkirche Ladenburg
- Evangelische Stadtkirche (Leonberg)
- Evangelische Stadtkirche (Lorch)
- Evangelische Stadtkirche Lörrach
- Stadtkirche Ludwigsburg
- Evangelische Stadtkirche Möckmühl
- Stadtkirche Murrhardt
- Stadtkirche St. Salvator (Neckarbischofsheim)
- Stadtkirche (Neuenbürg)
- Evangelische Stadtkirche (Offenburg)
- Evangelische Stadtkirche Pforzheim
- Evangelische Stadtkirche (Rastatt)
- Evangelische Stadtkirche Ravensburg
- Stadtkirche (Rosenfeld)
- Stadtkirche Schiltach
- Evangelische Stadtkirche (Schönau)
- Evangelische Stadtkirche Schopfheim
- Evangelische Stadtkirche (Schorndorf)
- Stadtkirche Schramberg
- Evangelische Stadtkirche (Schwenningen)
- Evangelische Stadtkirche Sinsheim
- Ehemalige Stadtkirche (Sulzburg)
- Stadtkirche Tuttlingen
- Evangelische Stadtkirche Walldorf
- Evangelische Stadtkirche Wangen im Allgäu
- Evangelische Stadtkirche Weingarten
- Evangelische Stadtkirche (Weinheim)
- Evangelische Stadtkirche (Wiesloch)

### Bayern
- Evangelische Stadtkirche (Bad Reichenhall)
- Stadtkirche Heilig Dreifaltigkeit (Bayreuth)
- Evangelische Stadtkirche (Herzogenaurach)
- Evangelische Stadtkirche Kitzingen
- Evangelische Stadtkirche Mainbernheim
- Unserer Lieben Frau (Merkendorf)
- Stadtkirche St. Marien (Pappenheim)
- Stadtkirche St. Jakob (Rothenburg ob der Tauber)
- Stadtkirche St. Johannes und St. Martin (Schwabach)
- Stadtkirche St. Jakobus (Weißenstadt)

### Berlin
- St.-Laurentius-Stadtkirche (Berlin-Köpenick)

### Brandenburg
- Stadtkirche Brüssow
- Stadtkirche Calau
- Stadtkirche Fehrbellin
- Stadtkirche Lieberose
- Stadtkirche Meyenburg
- Stadtkirche Müncheberg
- Stadtkirche St. Barbara (Ortrand)
- Stadtkirche Premnitz
- Stadtkirche St. Marien und Andreas in Rathenow
- Stadtkirche Rhinow
- Evangelische Stadtkirche Ruhland
- Stadtkirche Velten
- Stadtkirche Zehdenick

### Bremen
- Stadtkirche Vegesack

### Hessen
- Stadtkirche (Arolsen)
- Stadtkirche (Bad Hersfeld)
- Evangelische Stadtkirche Bad Wildungen
- Stadtkirche Biedenkopf
- Evangelische Stadtkirche Borken (Hessen)
- Stadtkirche Darmstadt
- Evangelische Stadtkirche (Dillenburg)
- Stadtkirche Friedberg
- Stadtkirche Gemünden (Wohra)
- Stadtkirche Gießen
- Stadtkirche (Groß-Gerau)
- Evangelische Stadtkirche (Groß-Umstadt)
- Evangelische Stadtkirche (Grünberg)
- Evangelische Stadtkirche Gudensberg
- Evangelische Stadtkirche (Haiger)
- Evangelische Stadtkirche Herborn
- Evangelische Stadtkirche Höchst (Frankfurt a. M.)
- Stadtkirche St. Marien (Homberg)
- Evangelische Stadtkirche (Hungen)
- Stadtkirche Kirchhain
- Stadtkirche Kirtorf
- Stadtkirche St. Johann (Kronberg im Taunus)
- Evangelische Stadtkirche Langen
- Evangelische Stadtkirche Laubach
- Stadtkirche Lauterbach
- Stadtkirche Melsungen
- Stadtkirche Michelstadt
- Stadtkirche zum Heiligen Geist (Nidda)
- Evangelische Stadtkirche (Offenbach am Main)
- Evangelische Stadtkirche Rauschenberg
- Stadtkirche Rhoden in Diemelstadt
- Evangelische Stadtkirche Rüsselsheim
- Evangelische Stadtkirche Stadtallendorf
- Evangelische Stadtkirche (Tann)
- Evangelische Stadtkirche (Treysa) in Schwalmstadt
- Stadtkirche Waldeck
- Evangelische Stadtkirche (Wanfried)
- Stadtkirche Wolfhagen
- Evangelische Stadtkirche Zierenberg

### Mecklenburg-Vorpommern
- Stadtkirche St. Marien (Boizenburg)
- Stadtkirche Brüel
- Stadtkirche Crivitz
- Stadtkirche St. Jakob und St. Dionysius (Gadebusch)
- Stadtkirche Krakow am See
- Stadtkirche Kröpelin
- Stadtkirche Ludwigslust
- Stadtkirche Malchow
- Stadtkirche Marlow
- Stadtkirche Neubukow
- Stadtkirche Neustrelitz
- Stadtkirche Penkun
- Stadtkirche St. Maria und St. Nikolaus Penzlin
- Stadtkirche Stavenhagen
- Stadtkirche Sternberg
- Stadtkirche Tessin
- Stadtkirche Teterow
- Stadtkirche Warin
- Stadtkirche Wesenberg

### Niedersachsen
- Bückeburger Stadtkirche
- Stadtkirche St. Marien in Celle
- Stadtkirche Zur Heiligen Dreifaltigkeit (Delmenhorst)
- Stadtkirche (Königslutter)
- Stadtkirche Walsrode
- Stadtkirche Rotenburg (Wümme)
- Stadtkirche St. Bartholomäi (Wunstorf)

### Nordrhein-Westfalen
- Evangelische Stadtkirche (Brilon)
- Evangelische Stadtkirche Dinslaken
- Evangelische Stadtkirche Gronau
- Stadtkirche Kaiserswerth (Düsseldorf)
- Evangelische Stadtkirche Lengerich
- Evangelische Stadtkirche (Lennep) in Remscheid
- Evangelische Stadtkirche Lünen
- Evangelische Stadtkirche Lüttringhausen in Remscheid
- Stadtkirche Moers
- Evangelische Stadtkirche Monschau
- Evangelische Stadtkirche (Neviges) in Velbert
- Evangelische Stadtkirche Ratingen
- Evangelische Stadtkirche (Remscheid)
- Evangelische Stadtkirche Rheda
- Evangelische Stadtkirche Solingen
- Evangelische Stadtkirche Tecklenburg
- Evangelische Stadtkirche (Unna)
- Stadtkirche Waldbröl
- Evangelische Stadtkirche Wermelskirchen
- Evangelische Stadtkirche Westerkappeln

### Rheinland-Pfalz
- Evangelische Stadtkirche Landstuhl
- Stadtkirche von Obermoschel

### Saarland
- Evangelische Stadtkirche (St. Wendel)

### Sachsen
- Stadtkirche St. Nikolai (Bad Düben)
- Stadtkirche (Bad Muskau)
- Stadtkirche Brand-Erbisdorf
- Stadtkirche Brandis
- Stadtkirche St. Jakobi (Chemnitz)
- Stadtkirche St. Petri (Freiberg)
- Stadtkirche (Johanngeorgenstadt)
- Stadtkirche Lauenstein
- Stadtkirche Lauta
- Stadt- und Pfarrkirche St. Nikolai in Leipzig
- Stadtkirche Limbach in Limbach-Oberfrohna
- Stadtkirche Mylau
- Stadtkirche zu Naunhof
- Stadtkirche Nossen
- Stadtkirche St. Marien in Oederan
- Stadtkirche Olbernhau
- Stadtkirche Penig
- Evangelische Stadtkirche Radeberg
- Evangelische Stadtkirche Rothenburg/Oberlausitz
- Stadtkirche Stolpen
- Stadtkirche Strehla
- Stadtkirche Werdau
- Stadtkirche St. Wenceslai in Wurzen
- Stadtkirche Zöblitz

### Sachsen-Anhalt
- Stadtkirche St. Georg (Arneburg)
- Stadtkirche Jerichow
- Stadtkheirche Laucha an der Unstrut
- Stadtkirche St. Wenzel (Naumburg)
- Stadtkirche Oranienbaum
- Stadtkirche St. Marien (Prettin)
- Stadtkirche Lutherstadt Wittenberg

### Schleswig-Holstein
- Stadtkirche St. Laurentii (Itzehoe)
- Stadtkirche Neustadt in Holstein
- Stadtkirche Preetz

### Thüringen
- Stadtkirche St. Peter (Eisenberg)
- Stadtkirche Gehren
- Stadtkirche St. Marien (Greiz)
- Stadtkirche Unserer Lieben Frauen (Heldburg)
- Stadtkirche Königsee
- Stadtkirche St. Maria Magdalena (Leutenberg)
- Stadtkirche Meiningen
- Stadtkirche Neuhaus am Rennweg
- Stadtkirche St. Johannis (Neustadt an der Orla)
- Stadtkirche Orlamünde
- Stadtkirche Pößneck
- Stadtkirche Rastenberg
- Stadtkirche Remda
- Stadtkirche St. Georg (Schmalkalden)
- Stadtkirche St. Peter (Sonneberg)
- Evangelische Stadtkirche (Stadtilm)
- Stadtkirche Stadtlengsfeld in Dermbach
- Stadtkirche St. Salvator (Stadtroda)
- Stadtkirche Teichel
- Stadtkirche St. Bonifatius (Treffurt)
- Stadtkirche Triebes
- Evangelische Stadtkirche Triptis
- Stadtkirche (Waltershausen)
- Stadtkirche St. Marien (Weida)
- Stadtkirche St. Peter und Paul (Weißensee)

## Österreich
In Österreich wurde von Kaiser Joseph II. mit dem Toleranzpatent 1781 die Grundlage für die Errichtung evangelischer Bethäuser (Toleranzbethäuser) geschaffen.
- Reformierte Stadtkirche in Wien–Innere Stadt, Dorotheergasse (anstelle eines säkularisierten, 1783 gekauften Klosters)
- Lutherische Stadtkirche in Wien–Innere Stadt, Dorotheergasse (Klosterkirche desselben Klosters, von 1582)

## Schweiz
- Stadtkirche Aarau
- Reformierte Kirche Aarburg
- Stadtkirche Biel (St. Benedikt)
- Reformierte Stadtkirche Brugg
- Stadtkirche Burgdorf BE
- Stadtkirche Glarus
- Stadtkirche Lenzburg
- Stadtkirche Thun
- Stadtkirche Winterthur
- Stadtkirche Zofingen